# Лібор Пімек
Лібор Пімек (нар. 3 серпня 1963) — колишній бельгійський тенісист.
Найвищу одиночну позицію світового рейтингу — 21 місце досяг 22 квітня 1985, парну — 15 місце — 29 липня 1996 року.
Здобув 1 одиночний та 17 парних титулів.
Найвищим досягненням на турнірах Великого шолома були чвертьфінали в парному та змішаному парному розрядах.
Завершив кар'єру 1999 року.

## Фінали за кар'єру

### Одиночний розряд (1–1)
| Результат | W/L | Дата     | Турнір                    | Покриття | Суперник      | Рахунок                      |
| --------- | --- | -------- | ------------------------- | -------- | ------------- | ---------------------------- |
| Перемога  | 1–0 | Тра 1984 | Мюнхен, Західна Німеччина | Ґрунт    | Джін Меєр     | 6–4, 4–6, 7–6, 6–4           |
| Поразка   | 1–1 | Лис 1985 | Відень, Австрія           | Килим    | Ян Гуннарссон | 7–6(7–5), 2–6, 4–6, 6–1, 5–7 |

### Парний розряд (17–12)
| Результат | W/L | Дата     | Турнір                   | Покриття  | Партнер             | Суперники                             | Рахунок       |
| --------- | --- | -------- | ------------------------ | --------- | ------------------- | ------------------------------------- | ------------- |
| Перемога  | 1.  | Бер 1983 | Ніцца, Франція           | Ґрунт     | Бернард Буало       | Бернар Фріц Жан-Луї Ейє               | 6–3, 6–4      |
| Перемога  | 2.  | Кві 1984 | Барі, Італія             | Ґрунт     | Станіслав Бірнер    | Марсел Фріман Тім Вілкінсон           | 2–6, 7–6, 6–4 |
| Поразка   | 1.  | Вер 1984 | Женева, Швейцарія        | Ґрунт     | Томаш Шмід          | Міхаель Мортенсен Матс Віландер       | 1–6, 6–3, 5–7 |
| Перемога  | 3.  | Лип 1985 | Бостон, США              | Тверде    | Слободан Живоїнович | Пітер Макнамара Пол Макнамі           | 2–6, 6–4, 7–6 |
| Поразка   | 2.  | Вер 1985 | Бордо, Франція           | Ґрунт     | Блейн Вілленборг    | Девід Фелгейт Стів Шоу                | 4–6, 7–5, 4–6 |
| Перемога  | 4.  | Чер 1986 | Афіни, Греція            | Ґрунт     | Блейн Вілленборг    | Карлос Ді Лаура Клаудіо Панатта       | 5–7, 6–4, 6–2 |
| Перемога  | 5.  | Сер 1986 | Сен-Венсан, Франція      | Ґрунт     | Павел Сложил        | Бад Кокс Майкл Фанкатт                | 6–3, 6–3      |
| Перемога  | 6.  | Вер 1990 | Бордо, Франція           | Ґрунт     | Томас Карбонелл     | Мансур Бахрамі Яннік Ноа              | 6–3, 6–7, 6–2 |
| Поразка   | 3.  | Лют 1991 | Брюссель, Бельгія        | Килим     | Міхіл Схаперс       | Тодд Вудбрідж Марк Вудфорд            | 3–6, 0–6      |
| Поразка   | 4.  | Сер 1991 | Прага, Чехословаччина    | Ґрунт     | Даніель Вацек       | Войтех Флегль Цирил Сук               | 4–6, 2–6      |
| Поразка   | 5.  | Бер 1992 | Копенгаген, Данія        | Килим     | Гендрік Ян Давідс   | Ніклас Культі Магнус Ларссон          | 3–6, 4–6      |
| Перемога  | 7.  | Бер 1992 | Estoril Open, Португалія | Ґрунт     | Гендрік Ян Давідс   | Люк Єнсен Лорі Вордер                 | 3–6, 6–3, 7–5 |
| Перемога  | 8.  | Лип 1992 | Гштад, Швейцарія         | Ґрунт     | Гендрік Ян Давідс   | Петр Корда Цирил Сук                  | w/o           |
| Поразка   | 6.  | Вер 1992 | Кельн, Німеччина         | Ґрунт     | Ронні Ботман        | Орасіо де ла Пенья Ґуставо Луса       | 7–6, 0–6, 2–6 |
| Перемога  | 9.  | Чер 1993 | Флоренція, Італія        | Ґрунт     | Томас Карбонелл     | Марк Куверманс Грег Ван Ембург        | 7–6, 2–6, 6–1 |
| Поразка   | 7.  | Лип 1993 | Гілверсум, Нідерланди    | Ґрунт     | Гендрік Ян Давідс   | Якко Елтінг Паул Гаргейс              | 6–4, 2–6, 5–7 |
| Перемога  | 10. | Сер 1993 | Прага, Чехія             | Ґрунт     | Гендрік Ян Давідс   | Хорхе Лосано Жайме Онсінс             | 6–3, 7–6      |
| Перемога  | 11. | Вер 1993 | Бухарест, Румунія        | Ґрунт     | Менно Остінг        | Георге Косак Чипр'ян Петре Порумб     | 7–6, 7–6      |
| Поразка   | 8.  | Тра 1995 | Болонья, Італія          | Ґрунт     | Вінс Спейдія        | Байрон Блек Джонатан Старк (тенісист) | 5–7, 3–6      |
| Поразка   | 9.  | Чер 1995 | Санкт-Пельтен, Австрія   | Ґрунт     | Байрон Талбот       | Білл Беренс Метт Лусена               | 5–7, 4–6      |
| Перемога  | 12. | Лип 1995 | Прага, Чехія             | Ґрунт     | Байрон Талбот       | Їржі Новак Давід Рікл                 | 7–5, 1–6, 7–6 |
| Перемога  | 13. | Січ 1996 | Загреб, Хорватія         | Тверде(i) | Менно Остінг        | Мартін Дамм Гендрік Ян Давідс         | 6–3, 7–6      |
| Перемога  | 14. | Бер 1996 | Копенгаген, Данія        | Килим     | Байрон Талбот       | Вейн Артурс Ендрю Кратцманн           | 7–6, 3–6, 6–3 |
| Поразка   | 10. | Тра 1996 | Рим, Італія              | Ґрунт     | Байрон Талбот       | Байрон Блек Грант Коннелл             | 2–6, 3–6      |
| Перемога  | 15. | Лип 1996 | Штутгарт, Німеччина      | Ґрунт     | Байрон Талбот       | Томас Карбонелл Франсіско Ройг        | 6–4, 7–6      |
| Перемога  | 16. | Лип 1996 | Кіцбюель, Австрія        | Ґрунт     | Байрон Талбот       | Девід Адамс Менно Остінг              | 7–6, 6–3      |
| Поразка   | 11. | Бер 1997 | Роттердам, Нідерланди    | Килим     | Байрон Талбот       | Якко Елтінг Паул Гаргейс              | 6–7, 4–6      |
| Поразка   | 12. | Лип 1997 | Гілверсум, Нідерланди    | Ґрунт     | Ендрю Кратцманн     | Пол Кілдеррі Ніколас Лапентті         | 6–3, 5–7, 6–7 |
| Перемога  | 17. | Вер 1997 | Палермо, Італія          | Ґрунт     | Ендрю Кратцманн     | Гендрік Ян Давідс Даніель Оршанік     | 3–6, 6–3, 7–6 |